# Froschbiss
Der Europäische Froschbiss (Hydrocharis morsus-ranae), meist nur als Froschbiss bezeichnet, ist eine Wasserpflanzenart aus der Familie der Froschbissgewächse (Hydrocharitaceae). Es werden drei bis sechs Arten innerhalb der Gattung Hydrocharis unterschieden. In der Aquaristik werden außerdem häufig amerikanische Froschbiss-Arten verwendet, die jedoch einer anderen Gattung (Limnobium) angehören. Weitere Verwandte aus derselben Familie sind die Krebsschere und die Wasserpest-Arten.

## Merkmale

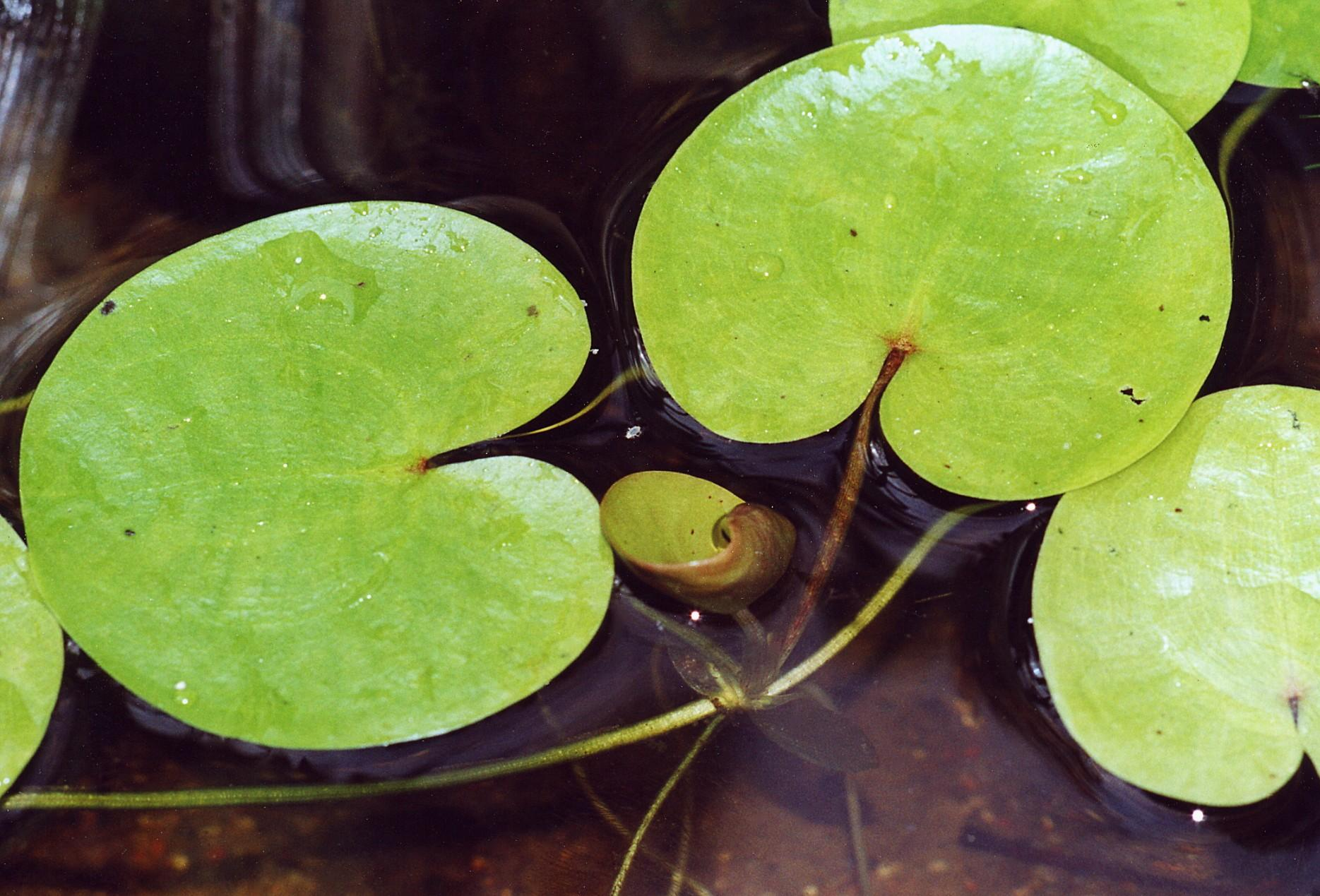
Die Schwimmblätter erinnern etwas an kleine Seerosen

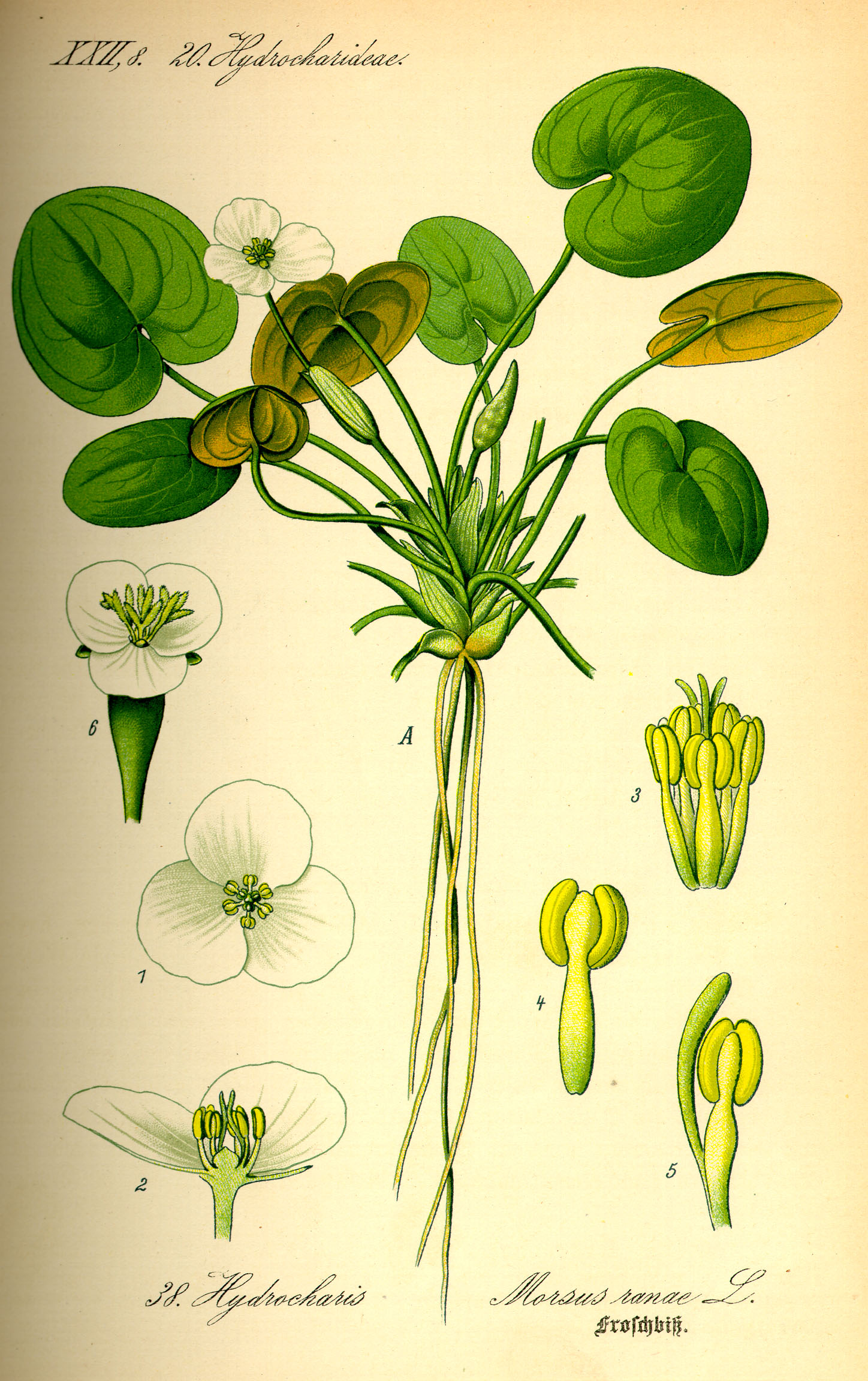
Illustration

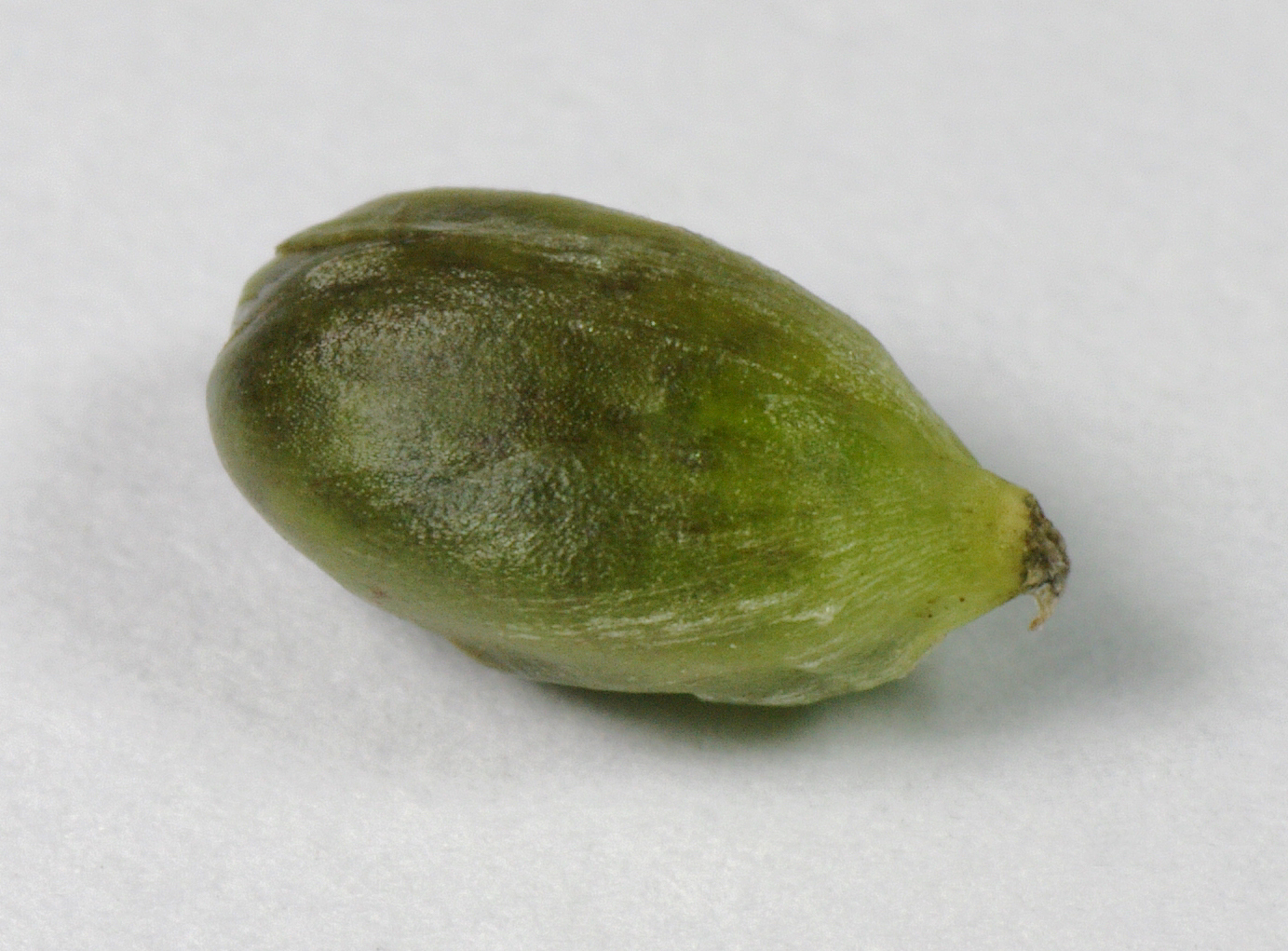
Winterknospe (Turio) des Froschbisses

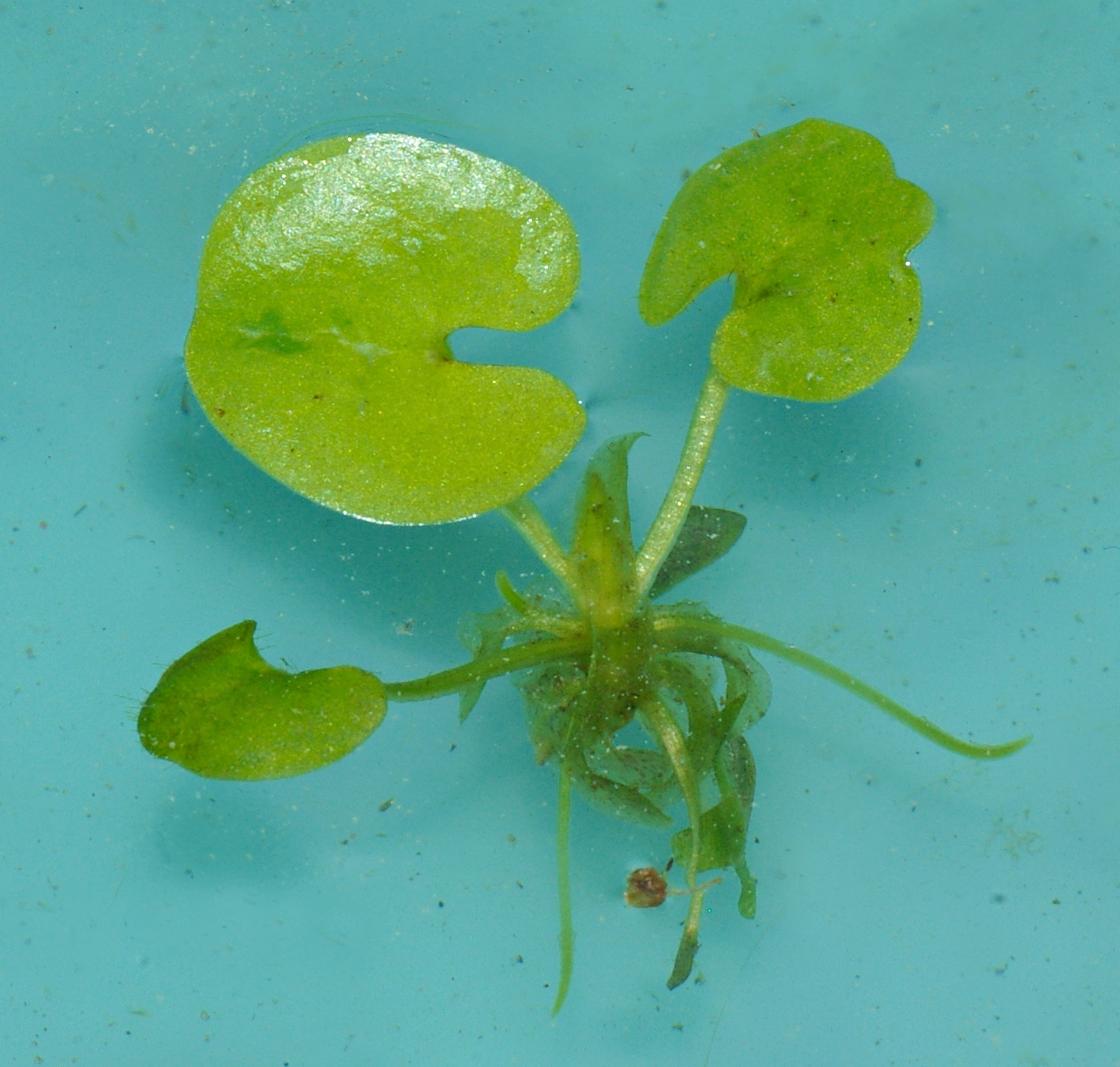
Jungpflanze im Frühling, die sich gerade erst aus einer Winterknospe entfaltet hat

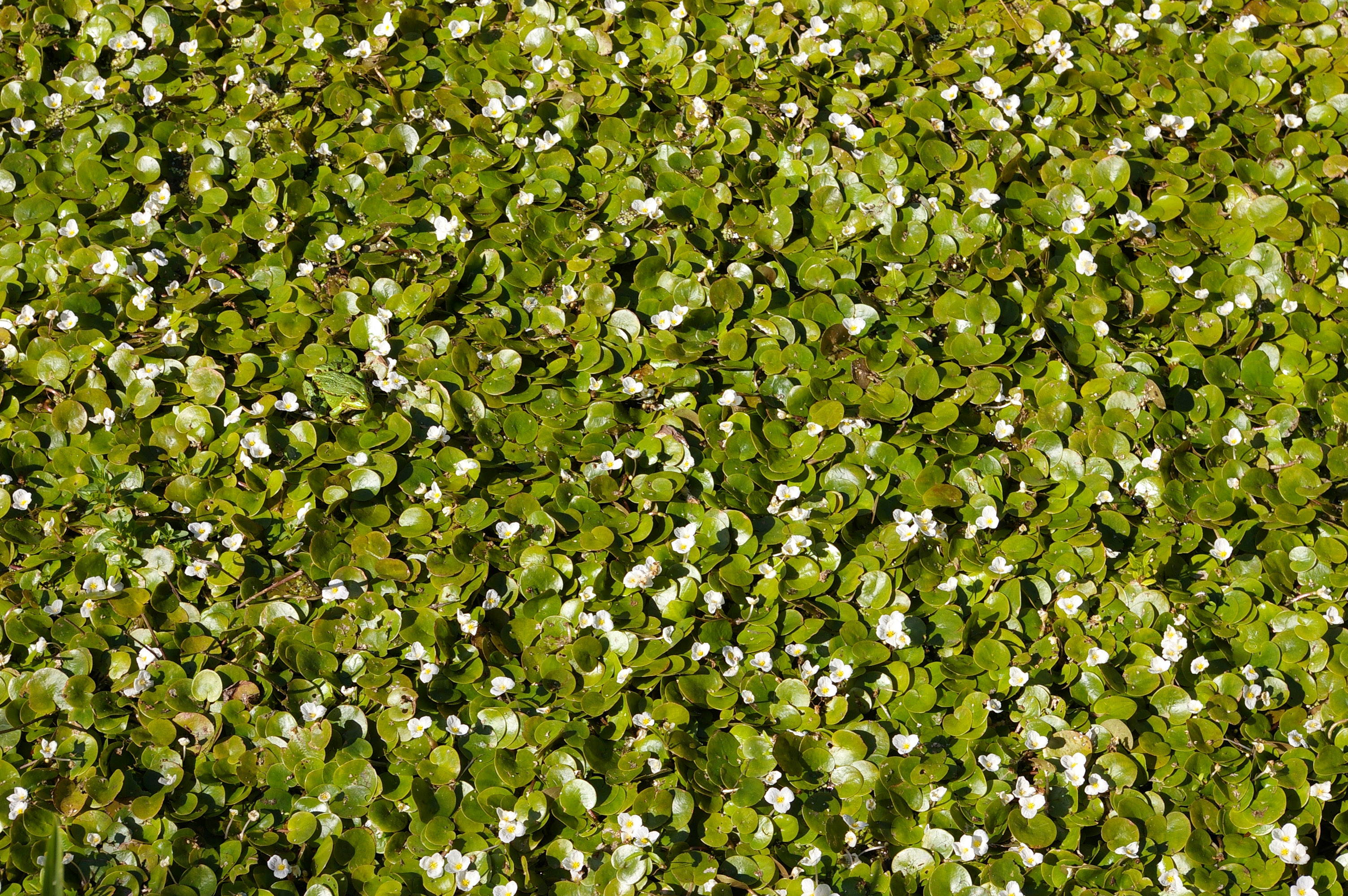
Massenentwicklung in einem Graben

Die Blätter, die wie winzige Seerosenblätter aussehen oder auch an die Schnauzenform eines Frosches erinnern mögen, wachsen aus im Wasser treibenden Rosetten und schwimmen auf der Oberfläche von meist stehenden Gewässern. Sie haben einen Durchmesser von etwa zwei bis sieben Zentimetern, sind rundlich bis nierenförmig, ledrig-derb, oberseits glänzend grün, unterseits oft leicht rötlich und weisen je zwei große Nebenblätter auf. Durch intensive Bildung von 5 bis 20 Zentimeter langen Ausläufern, die an ihren Enden wiederum Ausläufer treiben, hängen die Rosetten submers in großen Verbänden als Schwimmblatt-Teppiche miteinander zusammen. Die Wurzeln erreichen normalerweise nicht den Gewässergrund, sondern nehmen Nährstoffe aus dem freien Wasser auf.
Die Blüten haben einen Durchmesser von etwa 1,5 bis 3 Zentimetern und bestehen aus je drei weißen Kronblättern und einem Hochblatt; die Basis ist gelb. Die Pflanzen sind monözisch (einhäusig) – allerdings sind dabei die größeren männlichen (gestielt zu dritt) und die kleineren weiblichen Blüten (einzeln sitzend) räumlich getrennt, indem diese an verschiedenen Sprossachsen wachsen. Die Blütezeit liegt im Hochsommer. Die kugelige, grüne Frucht wird etwa einen Zentimeter groß; Samen werden jedoch nur selten (dann besonders in warmen Jahren) gebildet. Zur Überdauerung und Ausbreitung der einjährigen Art dienen in erster Linie Winterknospen (siehe unten).
Die Chromosomenzahl beträgt 2n = 28.

## Verbreitung
Das ursprüngliche Verbreitungsgebiet des Froschbisses reicht von Europa bis zum Kaukasus und umfasst auch Nordafrika.
Der Froschbiss tritt innerhalb Deutschlands im Tiefland mäßig häufig mit Schwerpunkten in den Talauen der größeren Flüsse auf. Im Hügel- und Bergland ist die Pflanze selten und fehlt über weite Strecken. Sie steht regional auf manchen Roten Listen gefährdeter Arten. In Nordamerika gilt der Europäische Froschbiss zumindest im Osten der kanadischen Provinz Ontario als invasiver Neophyt.

## Standortansprüche und Lebenszyklus
Hydrocharis morsus-ranae wächst in windgeschützten Lagen in Schwimmblattgesellschaften warmer, nährstoffreicher, aber nicht übermäßig belasteter, meist kalkarmer, stehender oder höchstens schwach durchströmter Gewässer über schlammigem Grund. Dazu zählen beispielsweise Altarme, nicht jährlich bzw. nicht zu frühzeitig geräumte Gräben, Niedermoor-Torfstiche und Tümpel, aber auch ruhige Buchten von Fließgewässern und Röhrichte. Oft ist er mit der Krebsschere vergesellschaftet, kommt aber insgesamt wesentlich stetiger vor. Er ist eine Charakterart der Assoziation Hydrocharitetum morsus-ranae aus dem Verband Lemnion.
Die Rosettenverbände treiben nur während der Vegetationsperiode an der Wasseroberfläche. Im Herbst bilden sich bis etwa einen Zentimeter lange, stärkereiche, außen hornartig verfestigte Winterknospen, sogenannte Turionen. Diese lösen sich ab und sinken auf den Gewässergrund, während die übrigen Sprossteile absterben. Im kommenden Spätfrühling (April/Mai) entwickeln sich aus den Winterknospen neue Pflanzen, die zur Oberfläche aufsteigen und sich entfalten. Die vegetative Vermehrung durch Wachstum (Tochterpflanzen an langen Ausläufern) sowie durch die Bildung von Winterknospen ist für die Art wesentlich bedeutender als die geschlechtliche Reproduktion (vergleiche auch Krebsschere).

## Verwendung
Froschbiss ist eine beliebte Zierpflanze in Gartenteichen.

## Name
Der niederländische Name lautet Kikkerbeet, was genau dasselbe bedeutet wie Froschbiss im Deutschen. Auch in einigen anderen Sprachen, wie Englisch oder Norwegisch, ist dies der Fall.

## Sonstiges
Der Europäische Froschbiss ist Wasserpflanze des Jahres 2019.